# Левиафан (телескоп)
Левиафан (англ. Leviathan of Parsonstown — Левиафан Парсонстауна, или англ. Rosse six-foot telescope — 6-футовый телескоп Росса) — оптический телескоп, построенный ирландским астрономом Уильямом Парсонсом в 1845 году в его родовом поместье, в замке Бирр. До 1917 года считался крупнейшим в мире. С помощью данного инструмента Парсонс смог наблюдать спиралевидную структуру галактик.

## История создания

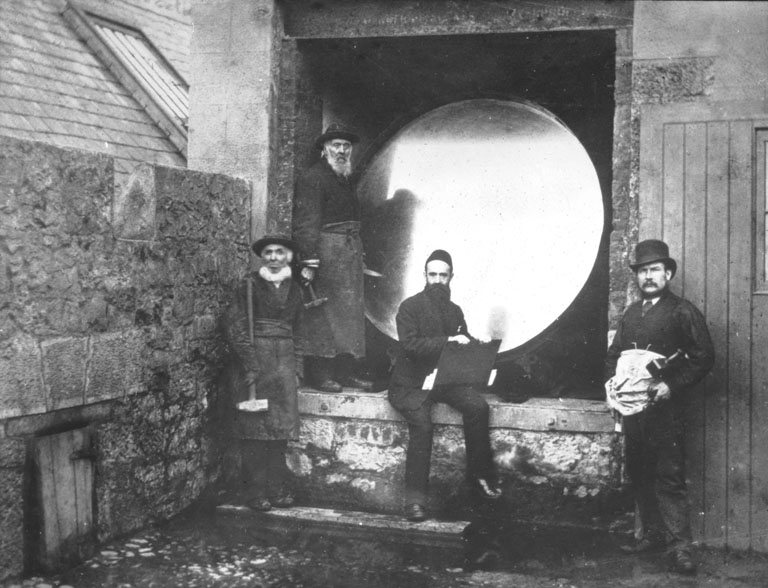
Обработка основного зеркала

Бронзовое зеркало отлито весной 1842 года. Доводка бронзового зеркала массой 4 тонны и монтаж 18 метровой конструкции телескопа продлились до февраля 1845 года, когда телескоп вступил в строй.
С телескопом работал Уильям Парсонс, его сын Лоуренс Парсонс и Джон (Йохан) Дрейер.
Проработал до 1908 года. Разобран в 1914 году.

## Современная реплика

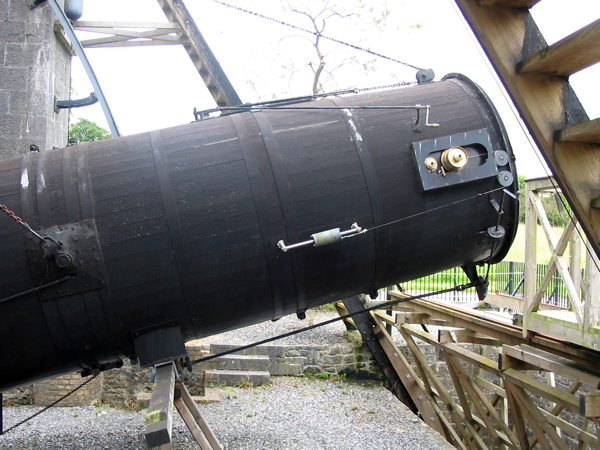
Современная копия телескопа

В 1997 году в замке Бирр была установлена копия телескопа (без рабочего зеркала). Так как чертежей оригинального телескопа не сохранилось, конструкция была восстановлена по имеющимся описаниям и по фотографиям Мэри Росс.
В 1999 году на телескоп было установлено рабочее зеркало (не бронзовое, как в оригинале, а из полированного алюминия).